# Mohammad Nouri (cantante)
Mohammad Nouri (en farsí, محمد نوری , 22 de diciembre de 1929 – 31 de julio de 2010) fue un cantante iraní, uno de los más famosos de la música folk y pop de ese país. 
Nouri estudió filología y literatura inglesa en la Universidad de Teherán pero continuó su trayectoria musical. Estudió música persa bajo la tutoría de Esmaeil Mehrtash y teoría musical y piano bajo la tutela de Sirous Shahrdar y Fereidoun Farzaneh. Su estilo musical se le asemeja al de Hossein Aslani y Naser Hosseini.
Su canción Jaan-e Maryam, Gol-e Maryam  (جان مریم، گل مریم), así como sus canciones patrióticas Journeys for the Fatherland y Iran, Iran, fueron muy conocidas por generaciones de iraníes antes y después de la Revolución iraní. Nouri también tuvo pupilos destacados como Sahar Moghadass y Reza Shirmarz.